# Заслужений працівник сільського господарства Української РСР
«Заслужений працівник сільського господарства Української РСР» — почесне звання, встановлено 10 жовтня 1969. Присвоювалося Президією Верховної Ради  Української РСР видатним діячам сільського господарства. З розпадом Радянського Союзу на  Україні звання «Заслужений працівник сільського господарства Української РСР» було замінено званням «Заслужений працівник сільського господарства України», при цьому за званням збереглися права і обов'язки, передбачені законодавством колишніх СРСР і Української РСР про нагороди.